# Aliza Olmert
Aliza Olmert (Eschwege, 1946) è un'artista israeliana.

## Biografia
Aliza Olmert (in ebraico עליזה אולמרט‎?) è un'artista, fotografa, designer, scenografa e scrittrice israeliana, sposata con l'ex primo ministro israeliano Ehud Olmert. Aliza è nata in un campo profughi a Eschwege in Germania. I suoi genitori erano sopravvissuti all'olocausto. Trasferitasi con la famiglia in Israele è cresciuta a Ramat Gan. Si è arruolata come topografa e comandante di plotone nelle Forze di Difesa Israeliane. Ha conosciuto suo marito, Ehud Olmert, alla Hebrew University di Gerusalemme, dove studiava servizi sociali. Hanno cinque figli, di cui uno adottato.

## Carriera artistica
Negli anni 1985-1988 Aliza Olmert ha studiato progettazione ambientale alla Accademia di belle arti Bezalel, dando così il via a un nuovo percorso della sua vita. In Israele ha esposto al Museum on the Seam a Gerusalemme, al Museum of Israeli Art a Ramat Gan, all'Eretz Israel Museum di Tel Aviv e alla Tel Aviv Artists' House. 
I suoi lavori sono stati esposti in diverse gallerie e musei in Giappone, Uruguay, Italia, Gran Bretagna, Polonia, Argentina e USA. Nel marzo 2008 ha ricevuto lo Steiger Prize a Bochum in Germania.

## In Italia
Aliza Olmert ha esposto in Italia con la mostra personale Walls, a cura di Paolo Bolpagni, nella Casa-Galleria Cavalli di Filetto (Villafranca in Lunigiana) dal 16 luglio al 5 settembre 2010. Sempre nel 2010 ha ricevuto il Premio dell'Amore al Teatro della Rosa di Pontremoli. Nel 2011 ha esposto all'Accademia di Belle Arti Santa Giulia di Brescia, pronunciando, come ospite con la giornalista Manuela Dviri, la prolusione di inizio anno accademico.

## Opere pubblicate
- Wall Language (co-authored with Gayil Hareven)[5]
- Fantasy for Piano (a play performed by the Cameri Theater)